# Julio Casares
Julio Casares (* 26. September 1877 in Granada; † 1. Juli 1964 in Madrid) war ein spanischer Diplomat, Romanist, Hispanist  und Lexikograf.

## Leben und Werk
Julio Casares Sánchez war ein violinistisches Wunderkind. Er studierte in Madrid Jura und Geige. 1896 trat er in die Sprachabteilung des spanischen Außenministeriums ein,  lernte in Paris Japanisch und verbrachte zwei Jahre in Japan. Von 1915 bis 1947 leitete er die Abteilung für Übersetzen und Dolmetschen des Ministeriums. Ab 1921 war er Mitglied der Real Academia Española, ab 1936 ihr ständiger Sekretär.
Casares war seit 1921 Gesandter Spaniens beim Völkerbund und in mehreren Untergremien der Generalversammlung aktiv, so in der Internationalen Kommission für Geistige Zusammenarbeit zusammen mit Henri Bergson, Albert Einstein und Marie Curie. 1925 wurde die sog. „Casares-Resolution“ zum Geschichtsunterricht in Europa vorbereitet, die die Generalversammlung des Völkerbunds 1926 verabschiedete. Damit sollte die Völkerverständigung gefördert werden. Zwar blieb sie weitgehend wirkungslos, doch wurde sie 1932 noch einmal auf Geographie und sozialkundliche Fächer erweitert.
Casares verfasste eine seinerzeit wichtige Einführung in die Lexikografie und ein erfolgreiches Wortfindewörterbuch des Spanischen (Diccionario ideológico).
In Madrid ist eine Straße nach Julio Casares benannt.

## Werke

### Lexikografie
- Nuevo Diccionario Francés-Español y Español-Francés, Madrid 1911
- Novísimo diccionario inglés-español y español- inglés, Madrid 1914, 1925, 1940
- Diccionario breve francés-español y español-francés, Madrid 1921
- Nuevo concepto del diccionario de la lengua, Madrid, 1921
- Nuevo concepto del diccionario de la lengua y otros problemas de lexicografía y gramática, Madrid 1941 (Vorwort durch Francisco Rodríguez Marín)
- Diccionario ideológico de la lengua española, Barcelona 1942, 1948, 1957, 1959, 1966, 1969, 1973, 1985,  1992, 2004
- Cosas del lenguaje. Etimología, lexicología, semántica, Madrid 1943, 1961, 1973
- El idioma como instrumento y el diccionario como símbolo, Madrid 1944
- Ante el proyecto de un Diccionario Histórico, Madrid 1948
- Introducción a la lexicografía moderna, Madrid 1950, 1969, 1992 (Vorwort durch Walther von Wartburg; russisch Moskau 1958)
- (Hrsg.) Diccionario histórico de la lengua espanola, Madrid 1960-1993
- Novedades en el "Diccionario académico", Madrid 1963, 1965